# 1632 Sieböhme
1632 Sieböhme eller 1941 DF är en asteroid i huvudbältet, som upptäcktes 26 februari 1941 av den tyske astronomen Karl Wilhelm Reinmuth i Heidelberg. Den har fått sitt namn efter den tyske astronomen Siegfried Böhme.
Asteroiden har en diameter på ungefär 29 kilometer.